# Нико Макбрејн
Мајкл Хенри Макбрејн (енгл. Michael Henry McBrain; Лондон, 5. јун 1952) амерички је музичар, најпознатији као бубњар хеви метал групе Iron Maiden.

## Биографија
Средином седамдесетих је свирао у неколико бендова. Године 1980. је дошао у француски бенд Trust. Крајем 1982. је заменио Клајва Бера у групи Ајрон мејден. Први албум који је снимио са групом је био Piece of Mind. На том албуму је демонстрирао нови стил свирања по којем је постао препознатљив. Године 2004. је основао бенд Макбрејн демиџ (McBrain Damage Band) у част групе Ајрон мејден.